# Refalgarí
Refalgarí és un despoblat situat al terme municipal de La Sénia, a la comarca catalana del Montsià. S'ubica al vessant septentrional del Tossal d'en Cervera, dins dels Ports de Beseit. La seua situació és propera al Tossal dels Tres Reis, punt de confluència entre Catalunya, Aragó i el País Valencià, així com dels barrancs que donen origen al riu Matarranya.

## Història
El seu topònim és d'origen àrab i va ser un poblat de musulmans que es van assentar dins dels Ports de Beseit, com passa al lloc de les Roques de Benet, a Horta de Sant Joan.
Durant la conquesta cristiana apareix en documents de 1242, quan Guillem de Montcada, senyor de Tortosa, pretén la repoblació. Set anys després, el 1249, el mateix Guillem de Montcada va donar Rafelgarí al Monestir de Benifassà, llavors al Regne de València. Més tard, al segle xiv, Benifassà i la ciutat de Tortosa van pleitejar per la seua possessió, en el moment en què el lloc viu un breu període d'esplendor. Al segle xvi es considera despoblat.